# 特羅什庫奈
特羅什庫奈是立陶宛的城市，位於阿尼克什奇艾以西14公里，距離首都維爾紐斯135公里，由烏田納縣負責管轄，始建於1696年，海拔高度100米，2010年人口486。